# Niedźwiedź czarny
Niedźwiedź czarny, baribal, niedźwiedź amerykański  (Ursus americanus) – gatunek drapieżnego ssaka z podrodziny Ursinae w obrębie rodziny niedźwiedziowatych (Ursidae). 

## Taksonomia
Gatunek po raz pierwszy zgodnie z zasadami nazewnictwa binominalnego opisał w 1780 roku niemiecki botanik i zoolog Peter Simon Pallas umieszczając nowo opisany takson w rodzaju Ursus i nadając mu epitet gatunkowy americanus. Miejsce typowe to wschodnie Stany Zjednoczone. Holotyp fizycznie nie istnieje; Pallas swój opis oparł na tekście Johna Brickella z 1737 roku. 
Dawniej wyróżniano do 16 podgatunków U. americanus, jednak najnowsze dane molekularne sugerują, że wiele powszechnie uznanych podgatunków może być nieważnych, co wymaga wyjaśnienia taksonomii podgatunkowej. Na podstawie tych badań autorzy Illustrated Checklist of the Mammals of the World uznają ten gatunek za monotypowy.

### Etymologia
- Ursus: łac. ursus ‘niedźwiedź’[42].
- americanus: nowołac. Americanus ‘amerykański, z Ameryki’[43].

## Rozmieszczenie geograficzne
Niedźwiedź czarny występuje w całej Kanadzie, bardzo fragmentarycznie, od kontynentalnych Stanów Zjednoczonych po większą część północnego Meksyku; reintrodukowany i rekolonizowany w całych Stanach Zjednoczonych.

## Charakterystyka
Masywna budowa ciała, długość ciała samców 140–200 cm, samic 120-160 cm, ogona 80–140 mm. Masa ciała samców 47–409 kg, samic 39–236 kg. Sierść czarna czasem wpadająca w brąz. Nazwa angielska black bear, czyli „czarny niedźwiedź” nie w pełni odpowiada faktycznej barwie tych zwierząt, które mogą mieć sierść od czarnej po płową, zwaną tu cynamonową. Baribale znakomicie wspinają się na drzewa, zwłaszcza gdy szukają bezpiecznej kryjówki. Drapieżnik zapada w lekki sen zimowy, w czasie którego samica rodzi 2–3 młode. Normalna temperatura ciała tych zwierząt to 38 °C. Fizjologicznie liczba skurczów serca na minutę wynosi ok. 55.